# Okres Lilienfeld
Okres Lilienfeld je rakouským okresem ve spolkové zemi Dolní Rakousko.

## Poloha okresu
Okres obklopuje ze severu a západu okres St. Pölten, na jihozápadě sousedí s okresem Scheibbs. Na jihu je hranice se Štýrskem a na západě sousedí s okresy Neunkirchen, Vídeňské Nové Město a Baden. Okresní město Lilienfeld je od zemského hlavního města St. Pölten vzdáleno asi 20 km.

## Povrch okresu
Je hornatý a značně členitý. Hory se zvedají od severu k jihu, řeky tam vytvořily četná a hluboká údolí, ve kterých najdeme obce a města okresu. V těchto údolích se nadmořská výška pohybuje kolem 400 m, ale postupně se zvyšuje až na 976 m (nadmořská výška nejvýše položené obce - Annaberg). Hory v okolí dosahují výšky nad 1500 m. Území odvodňuje více horských bystřin a potoků do Dunaje

## Největší obce a města
1. Sankt Veit an der Gölsen (3859 obyvatel)

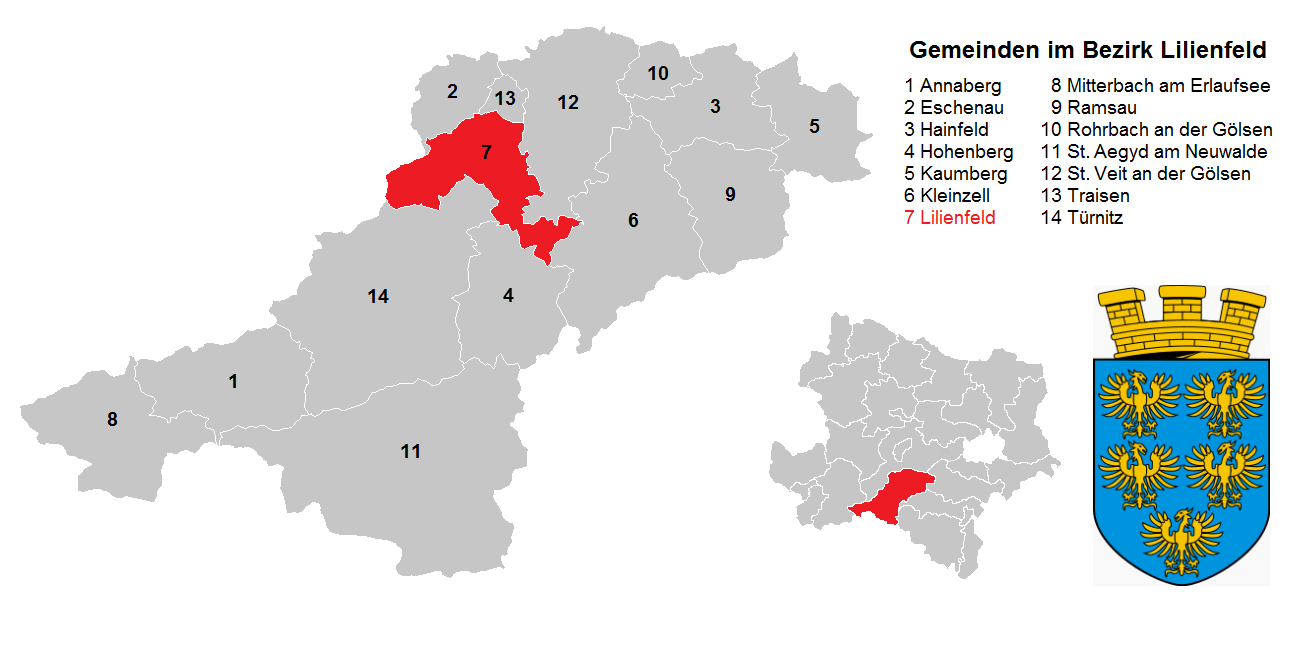
Obce v okrese Lilienfeld

2. Traisen (3649 obyvatel)
3. Lilienfeld (3021 obyvatel)